# شارلوت جین
شارلوت جین (به انگلیسی: Charlotte Jane) یک کشتی است که طول آن ۱۳۱ فوت ۸ اینچ (۴۰٫۱۳ متر) می‌باشد. این کشتی در سال ۱۸۴۸ ساخته شد.